# Brueil-en-Vexin
Brueil-en-Vexin è un comune francese di 713 abitanti situato nel dipartimento degli Yvelines nella regione dell'Île-de-France.

## Società

### Evoluzione demografica
Abitanti censiti